# مسجد خوست
مسجد خوست هو المسجد الرئيسي وأكبر مسجد في مدينة خوست في أفغانستان .

## تفجير
قتل خمسة أفغان يوم السابع عشر من شهر مايوم عام 2009 عندما سقط صاروخ أطلقه متمردون من باكستان على قاعدة عسكرية أمريكية، وأصاب مسجد خوست في مدينة خوست جنوب شرق أفغانستان.

## اقرأ أيضا
- الإسلام في أفغانستان
- قائمة مساجد في أفغانستان

## وصلات خارجية
- موقع مسجد خوست على الخريطة
- البوم صور مسجد خوست